# Duca di Gloucester
Duca di Gloucester è un titolo inglese reale, riservato unicamente ai membri della famiglia reale britannica. Il titolo prende il nome dalla città di Gloucester, capoluogo del Gloucestershire ed è solitamente conferito ad un figlio di un sovrano. Le prime quattro creazioni del titolo rendevano pari d'Inghilterra, la quinta pari di Gran Bretagna e le seguenti pari del Regno Unito.

## Storia

### Duca di Gloucester

#### Prima creazione (1385)
Il titolo venne conferito la prima volta a Tommaso Plantageneto, uno dei figli del re Edoardo III d'Inghilterra. Il figlio di Tommaso Plantageneto morì due anni dopo il padre, ma non successe mai ai suoi titoli tranne quello di conte di Buckingham. Al momento della morte, Tommaso Plantageneto, era considerato un traditore e quindi i suoi titoli furono persi. Suo figlio non ebbe discendenza e la sua linea maschile si estinse nel 1399. 
| Immagine | Nome                 | Nascita        | Consorte         | Inizio della detenzione del titolo | Morte            | Note                                                                       | Blasone          |
| -------- | -------------------- | -------------- | ---------------- | ---------------------------------- | ---------------- | -------------------------------------------------------------------------- | ---------------- |
|          | Tommaso Plantageneto | 7 gennaio 1355 | Eleanor de Bohun | 1385                               | 8 settembre 1397 | Ottavo figlio maschio del re d'Inghilterra e duca d'Aquitania Edoardo III. | Stemma di Thomas |

#### Seconda creazione (1414)
Fu creato una seconda volta per Umfredo Plantageneto, figlio del re Enrico IV d'Inghilterra. Al momento della morte, nel 1447, Umfredo aveva due figli: Arthur e Antigone. Tuttavia, entrambi i figli sono nati prima del suo matrimonio con Eleonora ed erano quindi illegittimi e non potevano succedere ai suoi titoli.
| Immagine | Nome                 | Nascita        | Consorte                                                      | Inizio della detenzione del titolo | Morte            | Note                                          | Blasone               |
| -------- | -------------------- | -------------- | ------------------------------------------------------------- | ---------------------------------- | ---------------- | --------------------------------------------- | --------------------- |
|          | Umfredo Plantageneto | 3 ottobre 1390 | Giacomina di Hainaut (1422-1428); Eleonora Cobham (1428–1431) | 16 maggio 1414                     | 23 febbraio 1447 | Quarto figlio del re Enrico IV d'Inghilterra. | Blasone d'Inghilterra |

#### Terza creazione (1461)
La terza volta il titolo fu creato per Riccardo Plantageneto, fratello del re Edoardo IV d'Inghilterra, e futuro re sotto il nome Riccardo III. Quando Riccardo divenne re il titolo torno alla Corona e non fu trasmesso per la terza volta.
| Immagine                                                                               | Nome             | Nascita        | Consorte     | Inizio della detenzione del titolo | Morte          | Note                                                                                                 | Blasone             |
| -------------------------------------------------------------------------------------- | ---------------- | -------------- | ------------ | ---------------------------------- | -------------- | --- | ------------------- |
|                                                                                        | Riccardo di York | 2 ottobre 1452 | Anna Neville | 1461                               | 22 agosto 1485 | Dodicesimo figlio di Riccardo Plantageneto, III duca di York e fratello di Edoardo IV d'Inghilterra. | Blasone di Riccardo |
| Riccardo divenne re nel 1483 con il nome di Riccardo III; il titolo tornò alla Corona. |                  |                |              |                                    |                | |                     |

#### Quarta creazione (1659)
Per centocinquant'anni nessuno venne più nominato duca di Gloucester. Fu solo con Enrico Stuart, figlio del re Carlo I d'Inghilterra, che il titolo venne ripristinato, per la quarta volta. Il nuovo duca tuttavia morì ventenne e senza discendenza, cosicché il titolo andò perduto ancora una volta.
| Immagine | Nome          | Nascita       | Consorte     | Inizio della detenzione del titolo | Morte             | Note                                 | Blasone           |
| -------- | ------------- | ------------- | ------------ | ---------------------------------- | ----------------- | ------------------------------------ | ----------------- |
|          | Enrico Stuart | 8 luglio 1640 | Morì celibe. | 13 maggio 1659                     | 18 settembre 1660 | Figlio del re Carlo I d'Inghilterra. | Blasone di Enrico |

### FormalmenteDuca di Gloucester (1689)
Il titolo venne così conferito a Guglielmo, unico figlio della regina Anna di Gran Bretagna, che morì giovane. 
| Immagine | Nome                          | Nascita        | Consorte     | Inizio della detenzione del titolo | Morte          | Note                                                                            | Blasone |
| -------- | ----------------------------- | -------------- | ------------ | ---------------------------------- | -------------- | ------------------------------------------------------------------------------- | ------- |
|          | Guglielmo, duca di Gloucester | 24 luglio 1689 | Morì celibe. | 27 luglio 1689                     | 30 luglio 1700 | Figlio di figlio di Anna di Gran Bretagna e nipote di Giacomo II d'Inghilterra. |         |

### FormalmenteDuca di Gloucester (1717)
Per qualche anno Federico, principe del Galles e figlio del re Giorgio II di Gran Bretagna utilizzò il titolo. Il principe Federico divenne duca di Edimburgo nel 1726 e poi principe di Galles nel 1729.
| Immagine | Nome                       | Nascita          | Consorte        | Inizio della detenzione del titolo | Morte         | Note                                               | Blasone |
| -------- | -------------------------- | ---------------- | --------------- | ---------------------------------- | ------------- | -------------------------------------------------- | ------- |
|          | Federico Luigi di Hannover | 1º febbraio 1707 | 10 gennaio 1717 | 10 gennaio 1717                    | 31 marzo 1751 | Figlio primogenito di Giorgio II di Gran Bretagna. |         |

### Duca di Gloucester e Edimburgo (1764)
Federico Luigi morì nel 1751, lasciando come erede al trono il primo figlio maschio, Giorgio, Duca di Edimburgo. Successe come Giorgio III il 25 ottobre 1760 e creò Guglielmo Enrico di Hannover, duca di Gloucester ed Edimburgo e conte di Connaught il 19 novembre 1764.
| Immagine | Nome                           | Nascita          | Consorte          | Inizio della detenzione del titolo | Morte            | Note                                                                                                 | Blasone |
| -------- | ------------------------------ | ---------------- | ----------------- | ---------------------------------- | ---------------- | --- | ------- |
|          | Guglielmo Enrico di Hannover   | 25 novembre 1743 | Maria Walpole     | 19 novembre 1764                   | 25 agosto 1805   | Figlio terzogenito di Federico, Principe di Galles e fratello minore di Giorgio III del Regno Unito. |         |
|          | Guglielmo Federico di Hannover | 15 gennaio 1776  | Maria di Hannover | 25 agosto 1805                     | 30 novembre 1834 | Figlio di Guglielmo Enrico di Hannover. Morì senza discendenza legittima.                            |         |

### Duca di Gloucester

#### Quinta creazione (1928)
Titoli sussidiari: conte di Ulster e barone Culloden
Infine, il titolo fu creato per il principe Henry, figlio del re Giorgio V del Regno Unito, che lo trasmise a suo figlio Richard, l'attuale duca, cugino della regina Elisabetta II del Regno Unito.
| Immagine | Nome                        | Nascita        | Consorte                    | Inizio della detenzione del titolo | Morte          | Note | Blasone            |
| -------- | --------------------------- | -------------- | --------------------------- | ---------------------------------- | -------------- | --- | ------------------ |
|          | Henry, duca di Gloucester   | 31 marzo 1900  | Alice Montagu Douglas Scott | 31 marzo 1928                      | 10 giugno 1974 | Quarto figlio di re Giorgio V del Regno Unito.                                                                                     | Blasone di Henry   |
|          | Richard, duca di Gloucester | 26 agosto 1944 | Birgitte van Deurs          | 10 giugno 1974                     | Vivente        | Figlio secondogenito del precedente duca. il fratello maggiore, William di Gloucester, morì celibe in un incidente aereo nel 1972. | Blasone di Richard |

## Linea di successione
- S.A.R Henry, duca di Gloucester (1900–1974)
  - S.A.R. Richard, duca di Gloucester, nato nel 1944
    - 1. Alexander Windsor, conte di Ulster, nato nel 1974[2]
      - 2. Xan Windsor, Lord Culloden, nato nel 2007